# Anomalía del Mar Báltico
Se conoce como anomalía del Mar Báltico a una formación u objeto similar al de un champiñón achatado de unos sesenta metros de diámetro, detectada en el fondo del Mar Báltico. También ha sido denominada como "el ovni del Mar Báltico". La formación u objeto fue descubierta por rastreo sonar el 19 de junio de 2011. El hallazgo se produjo en algún lugar no revelado del fondo del Mar Báltico entre las aguas fronterizas de Suecia y Finlandia. 
Los responsables del descubrimiento Peter Lindberg, Dennis Åsberg y su empresa Ocean X Team, han recibido atención mediática en el pasado debido a que sus exploraciones del fondo marino permitieron el hallazgo de un bombardero B-17 estadounidense en 1992 o la recuperación de 2400 botellas sin abrir de Heidsieck & Co Monopoele Gôut Americain, un champán estadounidense de 1907, que alcanzó precios récord al ser subastado en Christie's y que es considerado el champán más caro del mundo.
Sin embargo, fue la inusual forma antes referida la que mayor atención mediática ha recibido, ya que invitó a una gran especulación sobre el origen sin ninguna evidencia clara, más allá de su forma y tamaño. Las exploraciones actuales se concentran en determinar de qué tipo de material está compuesta la anomalía.

## Detección
El 19 de junio de 2011, la Ocean X Team, una empresa de buceo con sede en Suecia dedicada a la caza de tesoros y reliquias bajo el mar, se hallaba explorando el fondo del Mar Báltico en la frontera marítima entre Suecia y Finlandia, buscando los restos de un naufragio de la Primera Guerra Mundial. En su lugar, detectaron una presencia inusual con una forma discoidal de 60 metros de diámetro y a 87 metros de profundidad. Tras una cuidadosa observación, se constató que en el fondo marino era posible atisbar una estela de zanjas que se extendían 400 metros hacia el objeto. Desde el primer momento se descartaron a las corrientes marinas del Báltico como causantes, ya que estas no son capaces de arrastrar objetos de tales dimensiones. Una segunda anomalía, encontrada a 182 metros de la primera, ha permitido a los descubridores sugerir que las dos podían formar parte de una sola estructura, ya que ambas parecen haber seguido una misma dirección sobre el fondo oceánico.

## Hipótesis

### Procedencia extraterrestre
El descubrimiento alentó a algunos ufólogos a afirmar que la anomalía podía corresponder a un osni o un ovni accidentado.
Los medios de comunicación pronto se hicieron eco de la noticia comentando el parecido de la anomalía con el Halcón Milenario de la película Star Wars.
En un comunicado de prensa del 8 de septiembre de 2011, Peter Lindberg señala que:

“Tenemos que saber qué es lo que hemos encontrado. Los medios de comunicación han estado especulando acerca de todo, desde ovnis a naves espaciales rusas. Lo que podemos afirmar por el momento es su tamaño y forma; también sabemos, basándonos en las imágenes de sonar, que existe un rastro de hendiduras desde o hacia la anomalía que abarca varios metros a lo largo del fondo oceánico. No podemos decir cuándo se colocó en el Mar Báltico, si el objeto fue arrojado al mar o si se trata de un fenómeno natural”. 

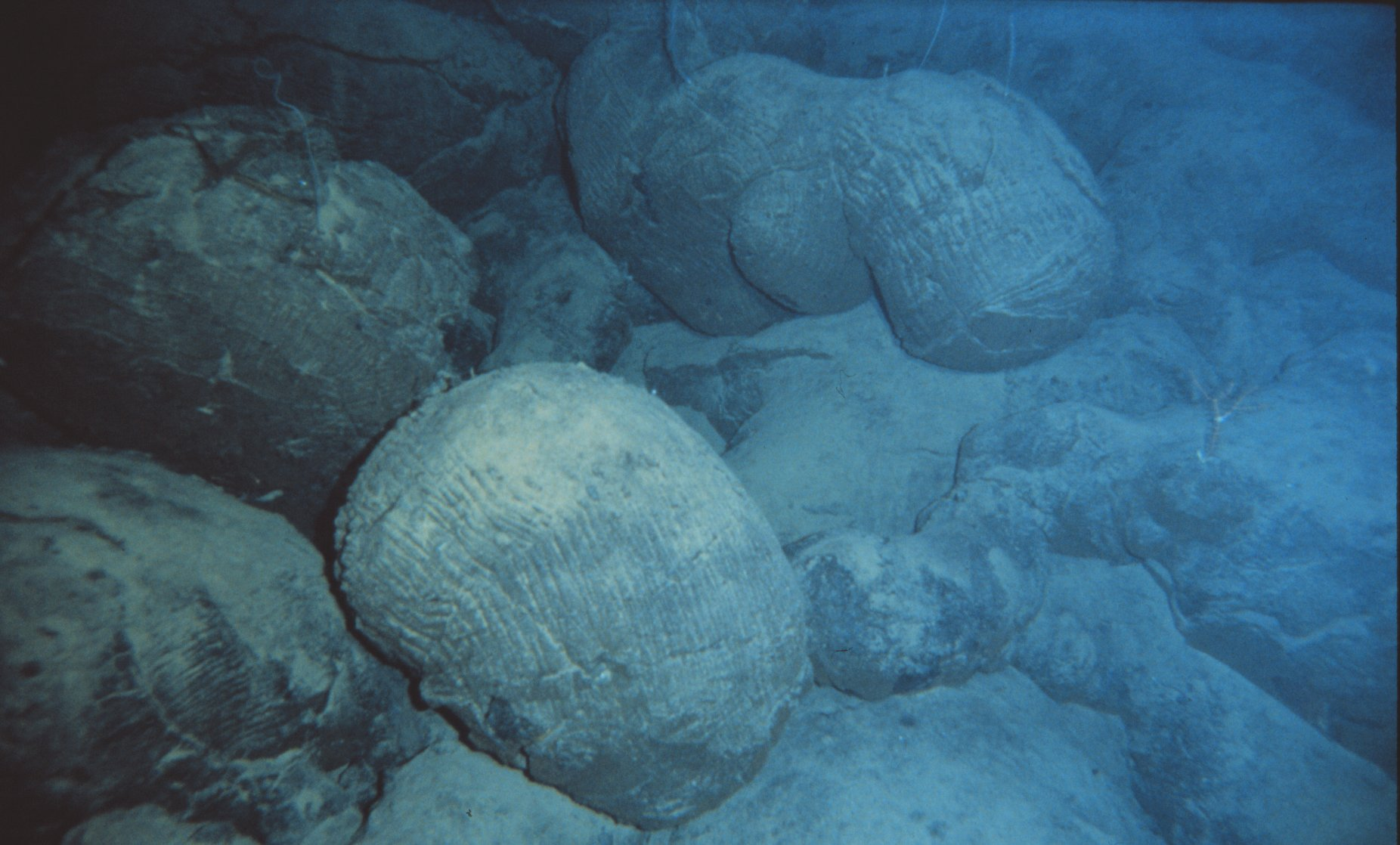
Lava acojinada recientemente formada en el mar a las afueras de Hawái

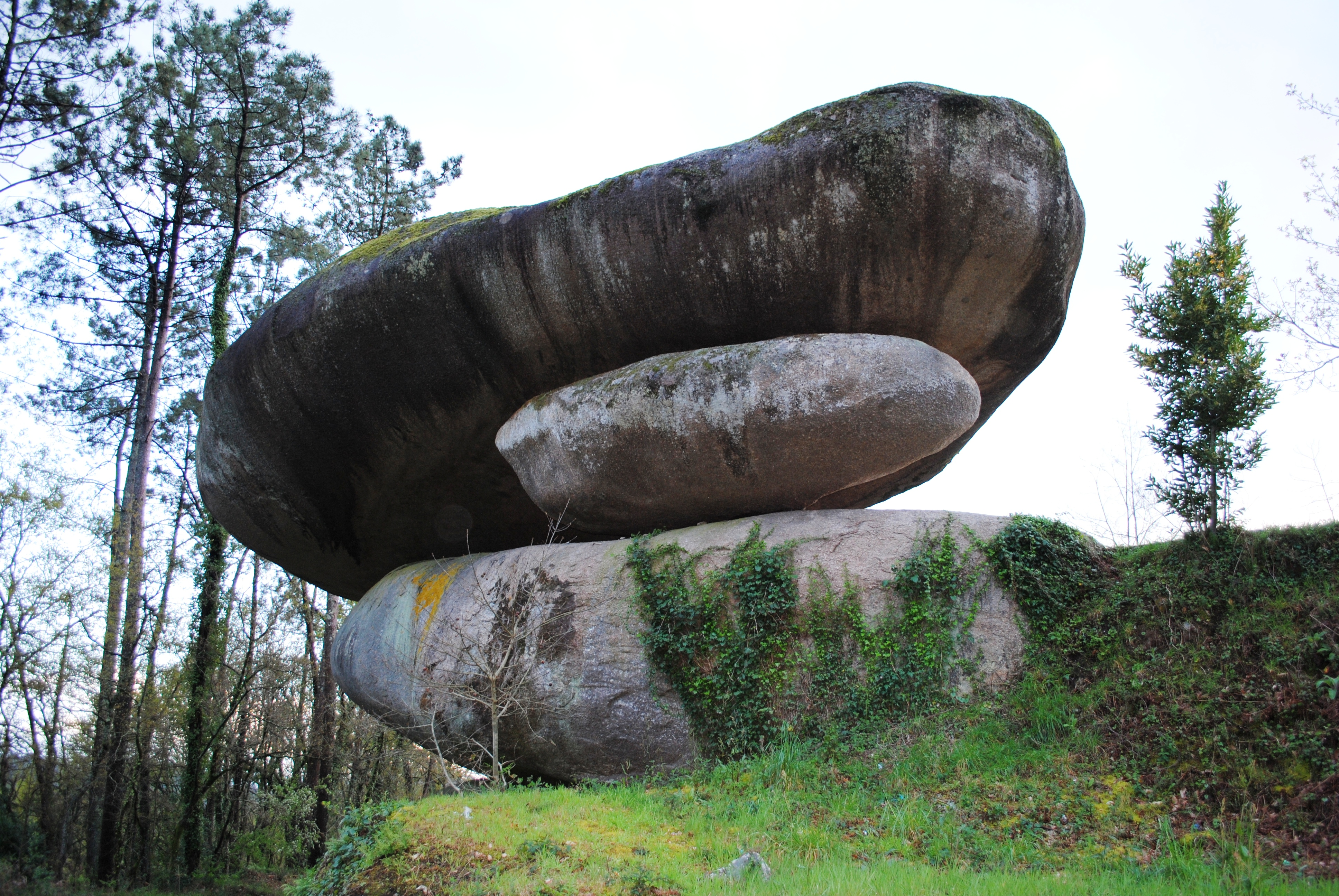
Pena dos Namorados, roca en equilibrio en San Breixo de Arcos, Puenteareas (Galicia).

### Yacimiento arqueológico
Preguntándosele de nuevo a Peter Lindberg sobre cual creía él que podía ser la naturaleza del objeto, descarta la posibilidad de que se le considere un ovni y teoriza que puede tratarse de cualquier cosa, desde una formación geológica hasta un yacimiento arqueológico.

### Procedencia humana reciente
Algunos medios de comunicación han sugerido que podría tratarse de una construcción humana, como una torreta de cañones de un navío de la Segunda Guerra Mundial o una estación de seguimiento secreta de la Guerra Fría.

### Procedencia geológica

#### Volcánica
Algunos de los expertos teorizan que podría tratarse de una simple formación rocosa producida por expulsión de líquido o una formación de lava acojinada.

#### Depósito glacial
El profesor de geología Volker Brüchert teoriza que es probable que se trate de un depósito glacial. De ese modo, los glaciares que formaron el Mar Báltico habrían transportado dicha formación desde su lugar de origen. De un modo similar a las grandes rocas en equilibrio que se encuentran en la cima de muchas montañas.

#### Meteorito
Peter Lindberg admitió que podría tratarse de una formación geológica y especuló sobre la posibilidad de que se tratase de un meteorito que hubiese atravesado el hielo de la última glaciación, o que fuese un volcán submarino.

## Primera exploración
La primera exploración se ve retrasada hasta el 6 de junio de 2012, ya que en verano las aguas del Báltico son menos turbias y la visibilidad es mejor.
La nueva descripción afirma que el objeto se asemeja a una estructura circular de suave hormigón de 4 a 8 metros de alto sobre el lecho marino con líneas a 90 grados, paredes rectangulares y toda ella asentada sobre una estructura de menor tamaño, “como el corcho de una botella de champán”.
Ocean X Team ha presentado varias fotografías. En una de ellas, se puede apreciar una formación con forma de media burbuja sobresaliendo de la superficie y de unos pocos metros de diámetro, en otra, se puede apreciar un grupo de rocas vagamente ordenadas en círculo sobre la superficie y en la otra se puede apreciar un agujero de 25 cm de diámetro. Respecto a esta última fotografía, se asegura que el agujero solo pudo ser registrado una vez y que no pudo ser encontrado de nuevo, pudiéndosele atribuir su origen a los propulsores de la cámara robótica submarina o algún tipo de corriente. 
Tras la segunda expedición, Peter Lindberg volvió a hacer nuevas declaraciones respecto a su origen: 

“Si ha sido construido, de cualquiera de las formas que fuese, tiene que haber sido una construcción previa a la Edad de hielo. No ha sido producido por la Glaciación. […] No creo que [las rocas que se encuentran sobre el objeto] pudiesen llegar hasta ahí de no haber sido por el hielo.[…]No puedo decir que no sea un ovni, porque este objeto me ha sorprendido mucho“.

La expedición recogió varias rocas que se encontraban en las inmediaciones de la formación. Dichas rocas fueron estudiadas en el laboratorio del profesor en geología Volker Brüchert, de la Universidad de Estocolmo. 
Brüchert concluyó que en su amplia mayoría, las muestras se componían principalmente de granito, gneiss y arenisca. También afirmó su sorpresa por encontrar entre las muestras una roca negra basáltica de tipo volcánico, recogida por el equipo precisamente por carecer de una cubierta de limo, pero que en cualquier caso no era algo inusual y que podía haber sido transportada por los glaciares. 
Con posterioridad, dicho profesor reprochó que se hubiese “generosamente ignorado” parte de sus conclusiones a la hora de dilucidar el origen de la formación.
Peter Lindberg, a su vez, afirmó que todavía no se habían extraído muestras de la formación misma y por lo tanto no era posible para nadie dilucidar su origen.

### Alegaciones sobre anomalías
Durante la expedición, se detectaron fallos de transmisión con el teléfono satelital de la nave Ancylus, mientras se encontraba sobre la anomalía, recuperándose la comunicación al distanciarse unos 100 metros del enclave.
Los buceadores observaron una temperatura de -1 °C en su ordenador de buceo, así como problemas de funcionamiento de la videocámara en las cercanías de la formación.
Al mismo tiempo, se experimentaban dificultades con el sonar del robot submarino, aunque su cámara funcionase con normalidad.
Respecto a ellas, Peter Lindberg afirma que no es algo a lo que haya darle demasiada atención, dado que siempre se han experimentado todo tipo de malfuncionamiento con el equipo en exploraciones anteriores al hallazgo.

### Detalles técnicos de la expedición
El coste aproximado de la expedición fue de 7.000€ al día.
Debido a la baja visibilidad de la zona, solamente una pequeña parte de la anomalía ha sido explorada.
El equipamiento que usó la expedición se componía de Multibeam echosonders un Blue View sonar y una cámara robótica submarina.

## Críticas
La baja resolución de imágenes, la ambigüedad de las declaraciones, la falta de muestras de la propia formación y el hecho de que Ocean X Team estuviese preparando visitas guiadas en submarino de recreo ha hecho que algunos medios sugieran que se trata de una estafa.
Ocean X Team afirmó estar preparando imágenes en 3D obtenidas con un sonar 3D Multibeam sonar, además de los resultados que esperaban obtener de la tercera exploración.

## Segunda exploración
Una segunda expedición zarpó de nuevo en el 9 de julio de 2012, con la intención de recoger muestras de la estructura de la anomalía misma. Sin embargo, los responsables afirmaron que tal acción no había sido posible.

## Tercera exploración
Una tercera exploración tuvo transcurso entre el 9 y el 14 de septiembre de 2012, sin embargo fue abortada, sin nuevos resultados debido a condiciones climáticas adversas.